# Hartslag (gedichtenbundel)
Hartslag is de eerste dichtbundel van de Nederlandse schrijver en dichter Adriaan Morriën, gepubliceerd bij A.A.M. Stols rond 10 mei 1939 in een oplage van driehonderd exemplaren. Motieven van de bundel zijn zwangerschap en gezin, ontvankelijkheid voor het leven het thema. Volgens criticus Menno ter Braak was de bundel het product van 'een absoluut zuivere geest'.

## Inhoud
De bundel bestaat uit zeventien gedichten die vanaf 1936 in tijdschriften verschenen waren. De meeste beslaan een enkele bladzijde, sommige twee. De bundel vormt een cyclus rond de motieven van verliefdheid, geslachtsdaad, zwangerschap en gezin.
Het openingsgedicht 'Opdracht' is een hulde aan het leven die als het credo van de bundel kan worden opgevat.

## Publicatiegeschiedenis
Op 21 december 1938 bereikte Morriën een brief van uitgever A.A.M. Stols, waarin die meedeelde van Jan Greshoff te hebben vernomen dat Morriën bij deze uitgever 'een bundeltje gedichten' en een roman zou willen publiceren. Stols nodigde Morriën uit hierover in correspondentie te treden. Gezien het prestigieuze fonds van de uitgever hoefde de dichter niet lang na te denken over het eervolle voorstel. Hij antwoordde dat hij de bundel zou samenstellen uit vijfentwintig beschikbare verzen. Het centrum van het cyclische verband werd gevormd door zeven van de tien gedichten, die in december 1937 in Groot Nederland waren verschenen. Deze werden in dezelfde volgorde in de bundel opgenomen, zij het met vijf gedichten ertussenin.
Op Oudjaarsdag 1938 stuurde de auteur de zeventien gedichten naar de uitgever, met vermelding dat de voorlopige titel van de bundel Hartslag zou zijn. Eerder had hij de titels Annunciatie en Interieur overwogen, zoals ook twee van de gedichten heten, maar de uiteindelijke titel gaf de positieve toekomstverwachting die de dichter wilde uitdrukken het beste weer.
De titels van sommige van de zeventien gedichten wijken lichtjes af van de eerdere tijdschriftversies. 'Haar droom' werd 'Droom', 'Het schilderij' werd 'Schilderij' en 'Zwangere vrouw' werd 'Zwangerschap'. In 'Droom' was ook de strofe-indeling gewijzigd. Het gedicht 'Het schilderij' was in 1938 in het tijdschrift Helikon verschenen met de opdracht 'Voor Roelof', die in het boek geschrapt was. Roelof van Dalen was een vriend van Morriën die zich op 25 november 1937 voor de trein had geworpen.
Op 3 januari bevestigde Stols de ontvangst van het manuscript en stuurde Morriën een contract van tien procent royalty per verkocht exemplaar. De bundel verscheen op ongeveer 10 maart 1939.
De titelpagina vermeldt Maastricht en Brussel als plaatsen van verschijning en het colofon van zowel de gebonden als de ingenaaide exemplaren vermeldt: 'Gedrukt bij de firma Boosten & Stols te Maastricht in een oplage van 300 exemplaren.' In 1940 werden 101 en in 1941 22 exemplaren verkocht, waarmee de auteur ƒ14, 76 verdiende.
In 1946 werd de bundel bij De Bezige Bij herdrukt samen met de bundels Landwind (1942) en Luchtalarm (1945). De Bij betaalde hiervoor vijfhonderd gulden aan Stols om de rechten af te kopen. Morriën had zich al eerder van de uitgeverij willen losmaken, omdat de uitbetaling van royalty's op zich bleef wachten.

## Receptie
Menno ter Braak besprak Hartslag in Het Vaderland van 14 mei 1939. Naar zijn smaak ontleent de bundel haar bekoring aan de evocatie van het blijde, schuldeloze en kinderlijke. Ter Braak signaleert verder een 'synthese van het lichamelijk-aanwezige (het hart) en de onmiddellijkheid der jeugd (het kinderlijke)' en typeert de auteur als 'een absoluut zuivere geest, wiens werk door de intimiteit van het gevoel wordt geadeld'. Biograaf Molin wijst erop dat Ter Braak de principes van het tijdschrift Forum, dat een bijzonder belang hechtte aan de persoonlijkheid van de kunstenaar, herkende in de naar zijn mening herkenbare leefomstandigheden van de dichter zelf in de bundel.
Andere critici meenden juist dat er te weinig persoonlijkheid uit de verzen bleek of dat enkele gedichten uit de beginperiode van de dichter stamden en niet het niveau van diens huidige productie haalden. Hoornik wees in Groot Nederland op de parallel tussen zwangerschap en dichterschap. De versstructuur en de ontregeling van het metrum riep verdeelde reacties op: Roel Houwink prees de aan J.J. Slauerhoff herinnerende slordigheid, terwijl dit voor Albert Helman juist reden was de bundel mislukt te vinden.